# Junonia hierta
Junonia hierta е вид пеперуда от семейство Многоцветници (Nymphalidae). Видът не е застрашен от изчезване.

## Разпространение и местообитание
Разпространен е в Ангола, Бахрейн, Бенин, Ботсвана, Буркина Фасо, Бурунди, Гамбия, Гана, Гвинея, Гвинея-Бисау, Демократична република Конго, Джибути, Египет, Еритрея, Етиопия, Замбия, Зимбабве, Йемен, Индия, Камерун, Кения, Кот д'Ивоар, Лесото, Ливан, Мадагаскар, Малави, Мали, Мозамбик, Намибия, Нигер, Нигерия, Обединени арабски емирства, Оман, Пакистан, Руанда, Саудитска Арабия, Свазиленд, Сенегал, Сиера Леоне, Сомалия, Судан, Танзания, Того, Уганда, Централноафриканска република, Чад, Шри Ланка, Южен Судан и Южна Африка.
Обитава гористи местности, места със суха почва, ливади, храсталаци и савани.